# Филипина Луиза фон Щолберг-Гедерн
Филипина Луиза фон Щолберг-Гедерн (на немски: Philippine Luise zu Stolberg-Gedern; * 20 октомври 1705, Гедерн; † 1 ноември 1744, дворец „Филипсайх“ при Драйайх) от фамилията Щолберг, е графиня от Щолберг-Гедерн и чрез женитба графиня на Изенбург-Бюдинген във Филипсайх при Драйайх. Чрез сестра си Фердинанда Хенриета тя е роднина на британската кралица Виктория.

## Произход
Тя е дъщеря, най-малкото дете, на граф Лудвиг Кристиан фон Щолберг-Гедерн (1652 – 1710) и втората му съпруга херцогиня Христина фон Мекленбург-Гюстров (1663 – 1749), дъщеря на херцог Густав Адолф фон Мекленбург-Гюстров и съпругата му Магдалена Сибила фон Шлезвиг-Холщайн-Готорп. Сестра е на Кристиан Ернст (1691 – 1771) и Фридрих Карл (1693 – 1767).
Тя умира на 1 ноември 1744 г. във Филипсайх и е погребана там.

## Фамилия
Филипина Луиза се омъжва на 2 април 1725 г. в Гедерн за граф Вилхелм Мориц II фон Изенбург-Филипсайх (1688 – 1772), син на граф Вилхелм Мориц I фон Изенбург-Бирщайн (1657 – 1711) и първата му съпруга графиня Анна Амалия фон Изенбург-Бюдинген (1653 – 1700). Тя е втората му съпруга. Те имат децата:
- Кристиана Вилхелмина (1726 – 1765)
- Лудвиг Мориц (1727 – 1750)
- Йохан Адолф (1728 –1757, убит в Прага)
- Августа Елеонора (1729 – 1730)
- Луиза (1731 – 1813, Прага), омъжена 1774 г. за Йохан Бласиус фрайхер фон Бендер († 1798, Прага)
- Кристиан Карл (1732 – 1779), граф на Изенбург-Бюдинген-Филипсайх, женен I. на 13 юни 1762 г. за графиня Констанца София фон Сайн-Витгенщайн-Берлебург (1733 – 1776), II. на 9 февруари 1776 г. за графиня Ернестина Елеонора фон Сайн-Витгенщайн-Берлебург (1731 – 1791)
- Густав Ернст (1733 – 1740)
- Кристина Елеонора (1737 – 1762)
- Ернст Август (1739 – 1739)
- Кристина Фердинанда (1740 – 1822), омъжена на 13 юли 1770 г. за граф Хайнрих XII Ройс-Шлайц (1716 – 1784)
- Георг Август (1741 – 1822), граф на Изенбург-Бюдинген-Филипсайх, женен (морг.) 1776 г. за Тереза Буркарт (1755 – 1817)
- Филипина София Ернестина (1744 – 1819), омъжена на 9 септември 1778 г. за княз Христиан Фридрих Карл фон Хоенлое-Кирхберг (1729 – 1819)